# کریستین هانری
کریستین هانری یک پژوهشگر و توسعه دهندهٔ شرکت آمبرلا بود که در شعبهٔ فرانسهٔ این شرکت مشغول به کار بود. این زن به هانک دستوری نوشت که ویروس G را از ویلیام برکین به هر شکل ممکن بگیرد. هانک نیز پس از به دست آوردن ویروس، آن را در دهکدهٔ لویر تحویل داد.